# Phyllanthus standleyi
Phyllanthus standleyi är en emblikaväxtart som beskrevs av Mcvaugh. Phyllanthus standleyi ingår i släktet Phyllanthus och familjen emblikaväxter. Inga underarter finns listade i Catalogue of Life.